# Mons Vindius
El Mons Vindius (del celta Mont Blanc o Sant, relacionat amb el còrnic gwynn,) és una denominació històrica d'un mont dels Picos de Europa, tot i que la seva situació exacta es desconeix.
És recordat per ser l'últim bastió on van resistir les tribus de càntabres i àsturs enfront de la invasió romana de la península Ibèrica durant les guerres Càntabres. El menciona Claudi Ptolemeu amb el nom de Οὐίνδιον ὄρος.